# تپه شفیع دره سی ۱
تپه شفیع دره سی ۱ مربوط به دوران‌های تاریخی پس از اسلام است و در شهرستان بوئین‌زهرا، بخش آوج، روستای آدار واقع شده و این اثر در تاریخ ۲۵ اسفند ۱۳۸۰ با شمارهٔ ثبت ۵۰۰۵ به‌عنوان یکی از آثار ملی ایران به ثبت رسیده است.